# Tibicininae
Tibicininae (лат.) — подсемейство певчих цикад из семейства Cicadidae.

## Распространение
Они обитают в Неотропике, Неарктике и Палеарктике.

## Описание
Заднеспинка полностью скрыта по средней линии спины (кроме Platypedia и Tibicina). Жилки переднего крыла CuP и 1A не слиты (слиты у Platypedia и Neoplatypedia). Жилки заднего крыла RP и M не слиты в основании. Оперкула самца с характерной S-образной формой и глубоко вогнутыми боковыми краями, а также с дистальными краями, не доходящими до дистальных краев тимбанальных полостей. Брюшная полость без тимбальных покровов или с частично загнутым краем. Пигофер с неразвитым дистальным отделом плеча; верхняя лопасть пигофера обычно отсутствует (присутствует в трибе Selymbriini). Ункус очень длинный и не выдвигается внутри пигофера. Класперы отсутствуют. Эдеагус с вентробазальным карманом; эдеагус ограничен трубчатой оболочкой ниже ункуса. Вершинная часть теки с парой листовидных боковых лопастей.

## Систематика
В 2018 году проведена ревизия подсемейств и триб певчих цикад. В составе Tibicininae выделено 5 триб.
В 2005 году классификация Tibicininae подверглась серьезной переработке.
Tibicininae с типовым родом Tibicina приобрели совершенно иную концепцию в пересмотренной классификации Мулдса (Moulds, 2005) путем удаления Tibicina из подсемейства, с которым они традиционно ассоциировались (теперь это Cicadettinae). Чтобы избежать путаницы в применении этого названия, Мулдс предложил использовать название младшего синонима Tettigadinae, предложение, которое требовало представления в Международную комиссию по зоологической номенклатуры для исключения названия Tibicininae. Однако это предложение не было принято всеми энтомологами после ревизии Мулдса, поэтому официального обращения о его исключении не поступало. Тем не менее, Tettigadinae иногда используется как название этого подсемейства.
- Acuticephala Torres, 1958
- Alarcta Torres, 1958
- Babras Jacobi, 1907
- Calliopsida Torres, 1958
- Chilecicada Sanborn, 2014[4]
- Chonosia Distant, 1905
- Clidophleps Van Duzee, 1915
- Coata Distant, 1906
- Mendozana Distant, 1906
- Neoplatypedia Davis, 1920
- Okanagana Distant, 1905
- Okanagodes Davis, 1919
- Paharia Distant, 1905
- Platypedia Uhler, 1888
- Psephenotettix Torres, 1958
- Selymbria Stål, 1861
- Subpsaltria Chen, 1943
- Subtibicina Lee, 2012
- Tettigades Amyot & Audinet-Serville, 1843
- Tettigotoma Torres, 1942
- Tibicina Kolenati, 1857
- Tibicinoides Distant, 1914
- Torrescada Sanborn & Heath, 2017